# Stefan Ettlinger
Stefan Ettlinger (* 28. November 1958 in Nürnberg) ist ein deutscher Maler,  Zeichner und Musiker.

## Leben
Stefan Ettlinger studierte von 1980 bis 1988 an der Staatlichen Kunstakademie Düsseldorf bei Alfonso Hüppi. Er beendete die Akademiezeit 1985 als Meisterschüler. In der Folge entstanden seine ersten Filme. Ebenso inszenierte er in dieser Zeit Performances, komponierte Musik und wurde u. a. Mitglied der AGZ (Anarchistische GummiZelle). Weitere Mitglieder der AGZ sind Thorsten Ebeling, Heinz Hausmann, Bertram Jesdinsky, Otto Müller, Ulrich Sappok.
2008 erhielt er eine Gastprofessur für Malerei am College Of Fine Art der Kyung-Hee-Universität in Seoul, Korea. Im Wintersemester 2010/2011 übernahm er eine Vertretungsprofessur (Freie Grafik und Malerei, Klasse Alexander Roob) an der Staatlichen Akademie für Bildende Künste Stuttgart. Im Jahr 2012 nahm er an einem zweimonatigen Aufenthalt in Chongqing, China im Rahmen eines Künstleraustauschprogramms der Stadt Düsseldorf teil. Im 2013 reiste er erneut für mehrere Monate nach Chengdu (Austauschprogramm des DCKD Düsseldorf) und Chongqing (China), um dort künstlerisch zu arbeiten. Es entstanden eine Vielzahl von Zeichnungen auf Papier und auf Hartfaserplatten.

Er lebt und arbeitet in Düsseldorf. 

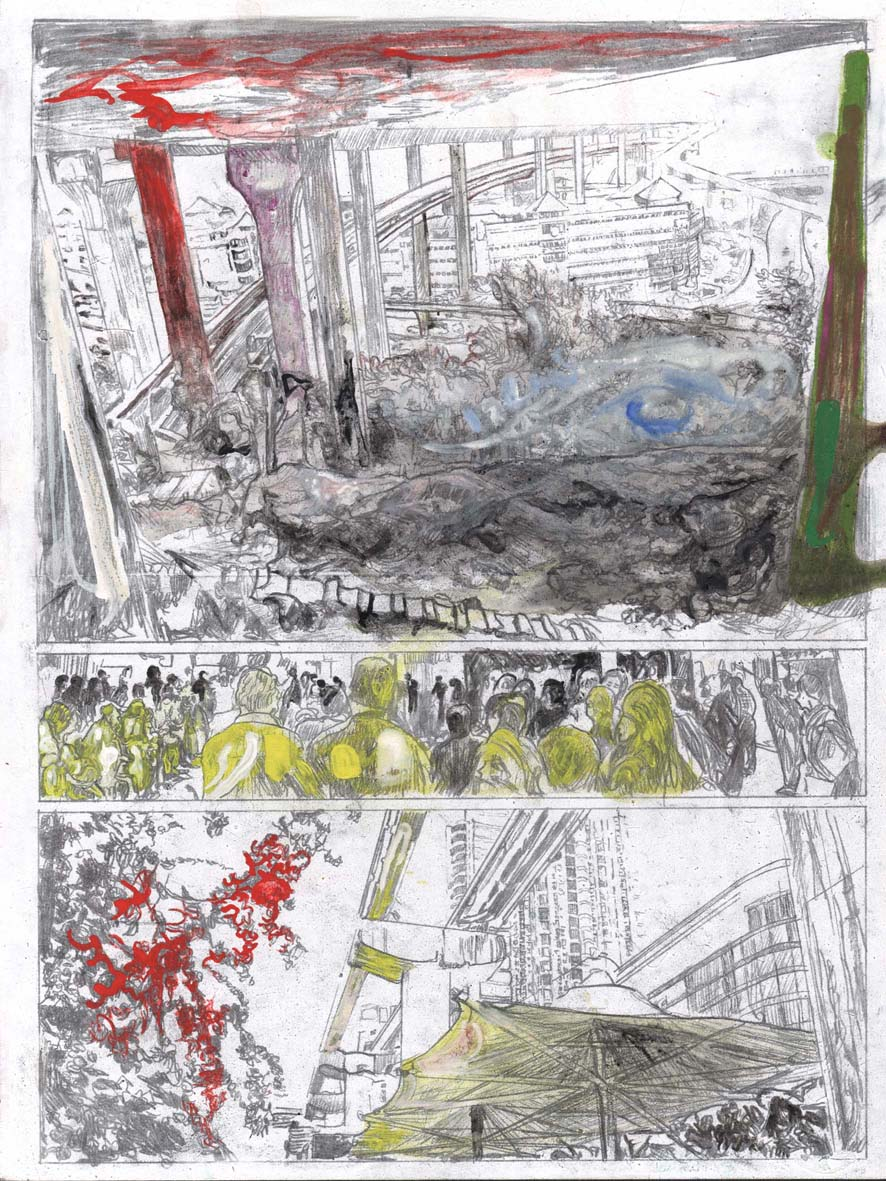
Stefan Ettlinger, A Sichuan Ghost Story 07, 2014, 40 cm × 30 cm, Kohle, Eitempera auf MDf-Platte

## Werk

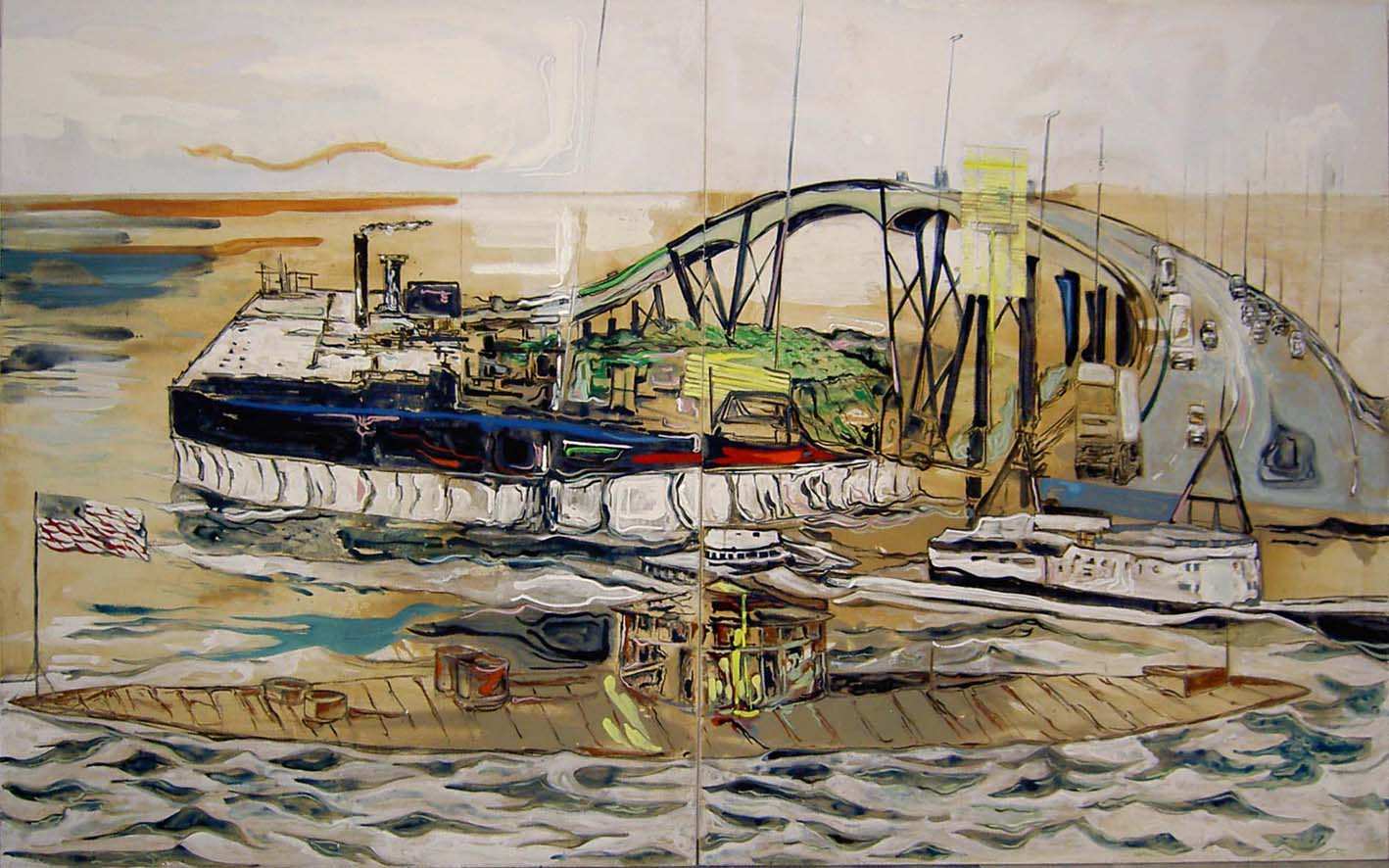
Stefan Ettlinger, Atlantik, 2006, 200 cm × 320 cm, Öl u. Eitempera auf Leinwand

Seit den 1980er Jahren malt Etllinger Bilder mit Eitempera. Sie zeigen meist skizzenhaft, figürliche oder gegenständliche Geschehnisse. Seine Vorlagen sind meist Filmstills, Fotografien und selbst angefertigte Skizzen. Diese setzt er collagenartig zusammen und bearbeitet malerisch die voneinander abweichenden Perspektiven und stellt sie einander gegenüber. Die Handlungsebenen werden dabei horizontal oder vertikal voneinander getrennt, teilweise aber auch in einen gemeinsamen landschaftlichen Zusammenhang gestellt. 

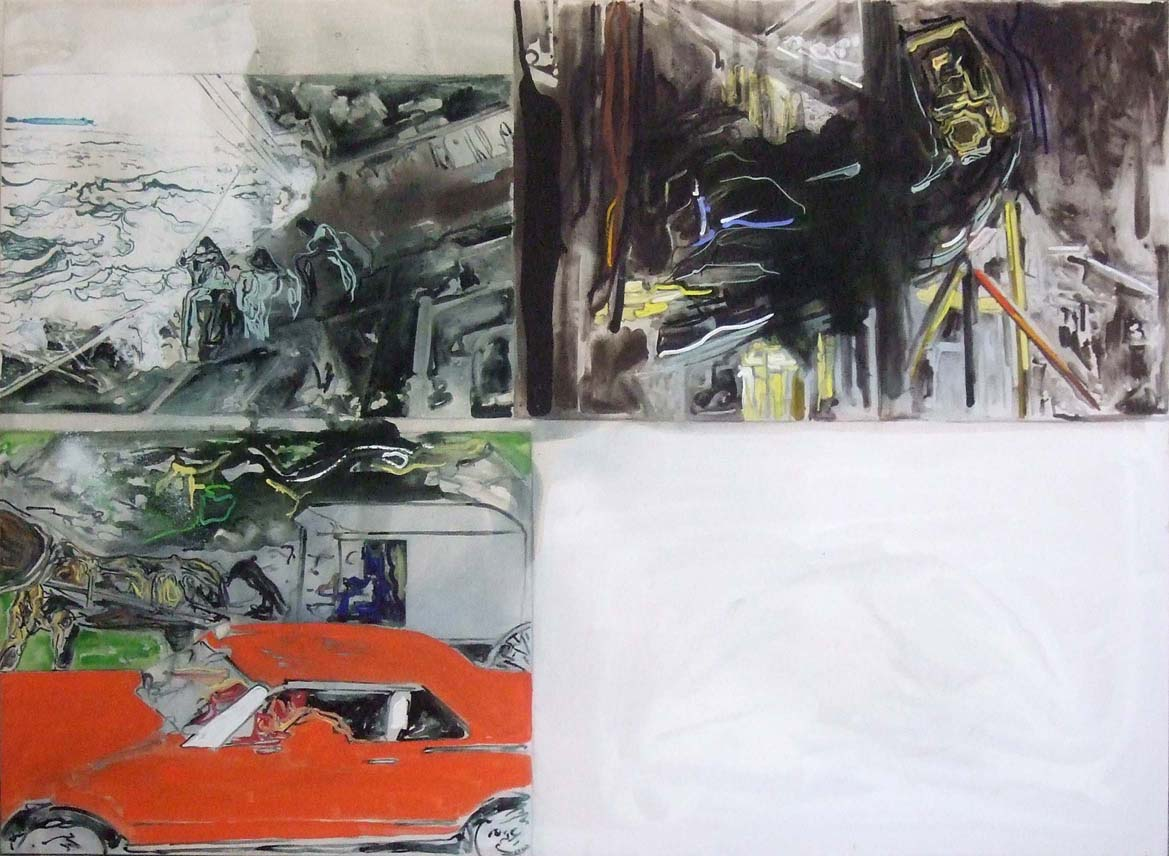
Stefan Ettlinger, Sechsundsechzig, Siebenundsechzig, Achtundsechzig, 2009, 145 cm × 198 cm, Öl u. Eitempera auf Leinwand

 Die szenenartigen Momente bleiben bedeutungsoffen und müssen vom Betrachter selbst zu narrativen Elementen zusammengefügt werden. In seine Arbeitsweise fließen Videoclips, Toncollagen, Performances, theatralische Aktionen ebenso ein, wie seine Filme. Darin spiegeln sich u. a. anderem auch seine Erlebnisse mit der Düsseldorfer Künstlergruppe Anarchistische GummiZelle wider.

## Werke in öffentliche Sammlungen
- Museum Frieder Burda
- Museum Kunstpalast
- Kaiser-Wilhelm-Museum
- Kunstmuseum Freiburg
- Staatsgalerie Stuttgart

## Einzelausstellungen (Auswahl)
- 2024: Stefan Ettlinger working title forest, Malerei, Kunstverein Neckar-Odenwald, Mosbach/Baden
- 2019: Deponatur Martin Leyer-Pritzkow Ausstellungen, Düsseldorf
- 2017: mine stream, Martin Leyer-Pritzkow Ausstellungen, Düsseldorf
- 2015: Von der Bahnhof – zur Milchstraße, Malerei von Stefan Ettlinger, 1985–2015, Kunsthalle Wilhelmshaven
- 2014: Ein Bild zuviel macht noch lang nicht blind Martin Leyer-Pritzkow Ausstellungen, Düsseldorf
- 2012: Museum Barkenhoff, Worpswede
- 2011: Künstlerverein Malkasten, Düsseldorf
- 2010: Kunstverein Göttingen
- 2006: Landeskulturzentrum Salzau
- 2005: Dany Keller Galerie, München
- 2003: Staatliche Kunsthalle Baden-Baden
- 2002, 2004, 2006: Galerie Olaf Stüber, Berlin
- 2002: Museum Haus Esters, Krefeld
- 2002: Atelier Gräfe, Stuttgart
- 2002: SWR-Galerie, Stuttgart
- 2001: Tigenturin, Hürth, Halifax, Oberursel, wbd, Berlin
- 2001: Ausstellungsraum Harry Zellweger, Basel
- 2000: Meine Pfeile sehen anders aus (1966–70), WP8, Düsseldorf
- 1999: Ausstellungshalle Löfflerhaus, Gotha
- 1999, 2001, 2003, 2005, 2008: Galerie Ursula Walbröl, Düsseldorf
- 1997, 1998: Studio d’Arte Harry Zellweger, Carabietta, Schweiz
- 1995: Roland-Galerie, Roland-Versicherungen, Köln
- 1992, 1994, 1996: Galerie Tabea Langenkamp, Düsseldorf
- 1991: Jablonka Galerie, Köln
- 1987: Galerie Vincenz Sala, Berlin
- 1986: Galerie C.H.I.P., Düsseldorf

## Ausstellungsbeteiligungen (Auswahl)
- 2025: Some Isles Some Places, mit Arbeiten von Sarvnaz Alambeigi und Stefan Ettlinger, Martin Leyer-Pritzkow Ausstellungen, Düsseldorf
- 2024: Der malender Maler und der malende Zeichner, mit Arbeiten von Stefan Ettlinger und Heinz Hausmann, Martin Leyer-Pritzkow Ausstellungen, Düsseldorf
- 2021 Bombi – Flatware vs. Wetware, Neubrückstr. 6,  Düsseldorf
- 2018 DIE GROSSE Kunstausstellung NRW Düsseldorf., Kunstpalast am Ehrenhof, Düsseldorf
- 2018 Konvolution. Künstler Buch Projekte, Osthaus Museum Hagen, Hagen
- 2016: Etwas von Haus und Jedem verspielt – macht noch lang nicht blind, mit Heinz Hausmann und Hendrik Krawen, Martin Leyer-Pritzkow Ausstellungen, Düsseldorf
- 2016 Der Schatten des Körpers des Kutschers, Kunstsäle Berlin.
- 2016 Das Abenteuer unserer Sammlung I, Kaiser-Wilhelm-Museum, Krefeld.
- FIVE. Back & from Chongqing, Werft 77 Art Space, Düsseldorf.
- Etwas von Haus und Jedem verspielt – macht noch lang nicht blind, Martin Leyer-Pritzkow, Düsseldorf.
- 2011: Etaneno. Kunst aus dem Museum im Busch, Museum für Neue Kunst, Freiburg i. Breisgau
- 2011: Captain Pamphile, Sammlung Falckenberg, Deichtorhallen, Hamburg
- 2011: Group Velocity, Märkisches Museum, Witten
- 2011: Gesünder und Gebrecher, Musikperformance, WG im Künstlerverein Malkasten, Düsseldorf
- 2010: Vorletzte und Verwendete, Musikperformance in der Reihe Number Three: Here and now, Julia Stoschek Collection, Düsseldorf
- 2010: Einfluss – 8 from Düsseldorf, Todd Hosfelt Gallery, New York und San Francisco
- 2010: Die Bilder tun was mit mir..., Sammlung Frieder Burda, Baden-Baden
- 2009: Pamphile Show, Jet, Berlin
- 2009: Gemeinsam in Bewegung, Zeitgenössische Kunst aus Deutschland und China, Wuhan Art Museum, Wuhan, Hubei
- 2008: Die eigenen 4 Wände, Neuer Kunstverein Aschaffenburg
- 2008: Painting Smoking Eating – 5000 Jahre moderne Kunst, Villa Merkel, Esslingen
- 2008: Worpswelten, Kunstverein Göttingen
- 2007: Worpswunder – Eine Auswahl ehemaliger Stipendiatinnen und Stipendiaten der Künstlerhäuser Worpswede, Kunstverein Springhornhof e.V. Neuenkirchen
- 2007: Düsseldorf Sounds, Kunsthalle Düsseldorf (Musikauftritt)
- 2006: Small voice sounds big, Total Museum, Seoul
- 2006: Wie sagt man in Bad Ems? Schloß Balmoral, Bad Ems
- 2006: Architecture and Landscapes, The Flat at Villa Noris, Verona
- 2006: Neue Malerei – Erwerbungen 2002–2005, Museum Frieder Burda, Baden-Baden
- 2005: Die Neue Düsseldorfer Malerschule, IKOB-Museum für zeitgenössische Kunst, Eupen, Belgien
- 2005: Park – Zucht und Wildwuchs in der Kunst, Staatliche Kunsthalle Baden-Baden
- 2004: Die Sammlung Hanck – Erwerbungen seit 1997, Museum Kunstpalast, Düsseldorf
- 2004: Luxus, Stille, Lust, Bautzener Kunstverein
- 2004: Running Mars, PAN Kunstforum Niederrhein, Emmerich
- 2001: Botschaft, Glashaus Worringer Platz, Düsseldorf
- 2000: Schützenhilfe, Schützenhof, Bad Ems
- 1999:  Snowflake Office, Greene Naftali Gallery, New York
- 1997: Stefanismus, Raum X, Düsseldorf
- 1996: Alles im Einzelnen, Galerie der Stadt Kornwestheim
- 1996: Der fokussierte Blick, Kunsthalle im Haus der Jugend Barmen, Wuppertal
- 1995: Der fokussierte Blick, B.C. Koekkoek-Haus, Kleve
- 1993: Malerei 2000, Sprinkenhof, Hamburg
- 1992: Makroville, Kunstpalast im Ehrenhof, Düsseldorf
- 1988: Villa-Romana-Preisträger 1989, Germanisches Nationalmuseum, Nürnberg
- 1988: Kunstschild und Straßenraum, Gesellschaft der Freunde junger Kunst, Baden-Baden
- 1986: Treibhaus 4, Museum Kunstpalast Düsseldorf
- 1984: Innrain 100, Innsbruck., Österreich
- 1984: Luxlait, Messehalle Limpertsberg, Luxemburg

## Preise und Stipendien
- 1989: Lisa- und David Lauber-Preis, Nürnberg
- 1990: Ringenberg-Stipendium des Landes Nordrhein-Westfalen
- 2000: Stipendium Schloß Balmoral, Bad Ems
- 2001: Arbeitsstipendium der Stiftung Kunstfonds
- 2004: Arbeitsstipendium Künstlerhäuser Worpswede
- 2006: Projekt-Stipendium Schloß Balmoral, Bad Ems
- 2014: Bergischer Kunstpreis, Solingen

## Filme
- 1983: Nach dem Krieg fuhr Johnny nach Wien (1:45 Min., Super 8 aus dem Programm der Anarchistische GummiZelle AGZ)
- 1998: Die Nomaden (3:38 Min.)
- 2008: Vanessa Of The Cave (short version)(14:00 Min.)
- 2010: Planet Ohne Titel (7:45 Min.)
- 2012: rom chinaland to ricardo (2:58 Min.)
- 2012: bild (3:02 Min.)